# Municipio de Green (condado de Wapello)
El municipio de Green (en inglés: Green Township) es un municipio ubicado en el condado de Wapello en el estado estadounidense de Iowa. En el año 2010 tenía una población de 721 habitantes y una densidad poblacional de 9,25 personas por km².

## Geografía
El municipio de Green se encuentra ubicado en las coordenadas 40°55′49″N 92°28′12″O / 40.93028, -92.47000. Según la Oficina del Censo de los Estados Unidos, el municipio tiene una superficie total de 77.97 km², de la cual 77,94 km² corresponden a tierra firme y (0,04 %) 0,03 km² es agua.

## Demografía
Según el censo de 2010, había 721 personas residiendo en el municipio de Green. La densidad de población era de 9,25 hab./km². De los 721 habitantes, el municipio de Green estaba compuesto por el 98,75 % blancos, el 0,28 % eran amerindios, el 0,55 % eran asiáticos, el 0,14 % eran de otras razas y el 0,28 % eran de una mezcla de razas. Del total de la población el 2,22 % eran hispanos o latinos de cualquier raza.